# Liste der Naturdenkmale in Dürrholz
Die Liste der Naturdenkmale in Dürrholz nennt die im Gemeindegebiet von Dürrholz ausgewiesenen Naturdenkmale (Stand 9. Oktober 2013).

## Naturdenkmale
| Nr.         | Bezeichnung | Lage                                                      | Beschreibung                                    | Bild                          |
| ----------- | ----------- | --------------------------------------------------------- | ----------------------------------------------- | ----------------------------- |
| ND-7138-421 | Eiche       | Daufenbach, östlich des Ortes; Flur Auf dem Raumland Lage | Quercus sp., einer von ursprünglich zwei Bäumen | mehr Fotos \| Fotos hochladen |

## Ehemalige Naturdenkmale
| Nr.         | Bezeichnung | Lage                                                              | Beschreibung    | Bild                                    |
| ----------- | ----------- | ----------------------------------------------------------------- | --------------- | --------------------------------------- |
| ND-7138-428 | Buche       | Werlenbach, nördlich des Ortes; Abteilung Auf dem Eichstrunk Lage | Fagus sylvatica | Direkt Bild zu diesem Denkmal hochladen |